# Arthur Kampf
Arthur Kampf (Aquisgrana, 28 settembre 1864 – Castrop-Rauxel, 8 febbraio 1950) è stato un pittore tedesco.

## Biografia
Studiò con Peter Janssen, tra gli altri, alla Kunstakademie Düsseldorf dal 1879 al 1881. Dopo aver completato la sua formazione divenne professore alla Kunstakademie e vi insegnò fino al 1889, quando si trasferì a Berlino.
Dal 1915 al 1924 fu presidente della Hochschule für Bildende Künste di Berlino. Divenne anche membro dell'Accademia delle arti prussiana e diede lezioni di disegno, in particolare al principe Augusto Guglielmo, figlio di Guglielmo II.
Kampf si unì al partito nazista subito dopo che i nazisti presero il potere. Nel 1939 ricevette l'Adlerschild des Deutschen Reiches con la scritta "Al pittore tedesco" (Dem deutschen Maler).